# Терехово-Самородское
Терехово-Самородское — деревня в Горайской волости Островского района Псковской области.
Расположена на левом берегу реки Великая, в 45 км к юго-востоку от города Остров и в 15 км к юго-востоку от волостного центра, деревни Крюки.
Численность населения деревни по состоянию на 2000 год составляла 4 человека.